# In Zaire
«In Zaire» es una canción interpretada por el cantante británico Johnny Wakelin. Fue publicada el 15 de abril de 1976 a través de Pye Records.

## Rendimiento comercial
«In Zaire» se convirtió en el segundo éxito comercial del cantante, alcanzando el puesto #4 en la lista de sencillos del Reino Unido durante la semana del 21 de agosto de 1976. También alcanzó la posición #2 en Alemania, Austria, Países Bajos y Suiza, #8 en Suecia, #10 en Irlanda y #25 en Australia.

## Posicionamiento

### Gráfica semanal
| Gráfica (1976)                          | Pico de posición |
| --------------------------------------- | ---------------- |
| Alemania (Official German Charts)       | 2                |
| Australia (Kent Music Report)           | 25               |
| Austria (Ö3 Austria Top 40)             | 2                |
| Bélgica (Flandes) (Ultratop 50 Singles) | 2                |
| Bélgica (Valonia) (Ultratop 50 Singles) | 7                |
| Irlanda (Irish Singles Chart)           | 10               |
| Países Bajos (Nederlandse Top 40)       | 2                |
| Países Bajos (Single Top 100)           | 2                |
| Reino Unido (UK Singles Chart)          | 4                |
| Suecia (Sverigetopplistan)              | 8                |
| Suiza (Schweizer Hitparade)             | 2                |

### Gráfica de fin de año
| Gráfica (1976)                          | Pico de posición |
| --------------------------------------- | ---------------- |
| Alemania (Official German Charts)       | 34               |
| Bélgica (Flandes) (Ultratop 50 Singles) | 13               |
| Países Bajos (Nederlandse Top 40)       | 15               |
| Países Bajos (Single Top 100)           | 28               |